# Heardlevinseniella byrdi
Heardlevinseniella byrdi är en plattmaskart. Heardlevinseniella byrdi ingår i släktet Heardlevinseniella och familjen Microphallidae. Inga underarter finns listade i Catalogue of Life.